# Valentina Ramírez

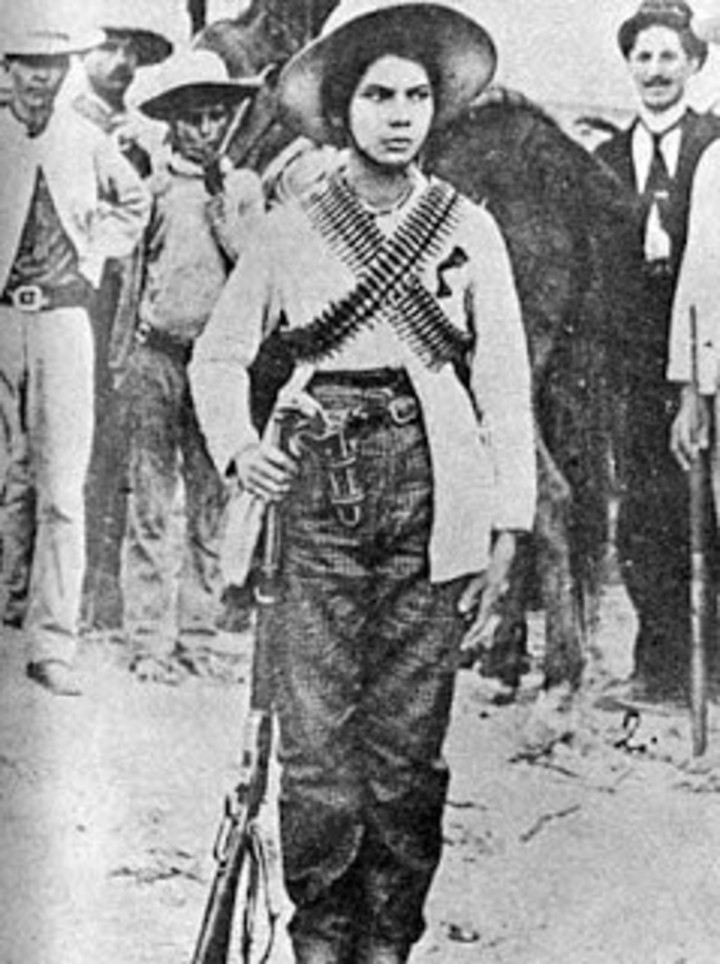
Valentina Ramírez

Valentina Ramírez Avitia (María Valentina de Jesús Ramírez Avitia) o «La Leona de Norotal» (Tamazula o El Norotal, 14 de febrero de 1893 - Culiacán, 4 de abril de 1979), fue una revolucionaria mexicana. Valentina Ramírez Avitia nació un 14 de febrero de 1893 en Norotal, Tamazula, Durango. Sus padres fueron Norberto Ramírez y Micaela Avitia, y tenía cuatro hermanos mayores y una menor. A principios del siglo XX se habría hecho pasar como hombre para poder luchar contra la dictadura de Porfirio Díaz.
El papel y la importancia de la mujer han sido ignorados en los grandes acontecimientos mundiales durante muchos siglos y la Revolución Mexicana no fue una excepción. Muchas mujeres que combatieron mano a mano con los hombres tuvieron que cambiarse el sexo para poder pelear en los más de diez años que duró el conflicto armado en México.

## Biografía
Su padre era labrador y arriero, y procuraba mantenerse informado acerca de la situación política del país, incluso, llegado el momento en que la guerra de revolución estallara, Norberto le comentó a su familia sus deseos por participar en el movimiento al lado de un grupo de amigos. Su hija Valentina, sintió un ímpetu de acompañarle y luchar por los ideales que ella misma compartía, lamentablemente su padre murió antes de poder cumplir con su objetivo. Sin embargo, Valentina, haciendo honor a su nombre, decidió enlistarse con el nombre de Juan Ramírez, cuando tan solo contaba con 17 años de edad. Tenía 4 hermanos mayores y una hermana menor. Sus hermanos fueron:  Atanasio, Juan Francisco, María Valentina, Natividad, Pedro y Pilar.
Aunque se sabe que Valentina Ramírez creció en una familia de 8 personas, no se sabe de su ninez ni de su adolescencia. No fue la única mujer en luchar por los derechos del país, Rosa Padilla Camacho, también se incorporó a la causa. Sin embargo, Valentina se distingue por ser una de las mujeres en lucha vestida de hombre. Además de tomar las armas, en periodos de enfrentamiento las mujeres actuaban de forma equivalente al servicio de sanidad, auxiliando a los heridos. 
Los que sabían de su sexo, se le acercaban seductores: «Oye chula...», ella respondía «¿Le hablas a esta? Porque se llama chula», en tanto acariciaba su revólver.‘’Cuando Francisco I. Madero se lanzó contra el dictador Porfirio Díaz yo era joven y tenía a mi padre. Este de inmediato comunicó a la familia sus deseos de luchar por la libertad de nuestros compatriotas y yo le dije que lo acompañaría, pero poco después murió. En noviembre de 1910 me uní al grupo del general Iturbide pero vestida de hombre con el nombre de Juan Ramírez’’.
En los últimos días de noviembre de 1910, aprovechó la irrupción de las tropas revolucionarias en su pueblo, donde se vistió con la ropa de su hermano, se escondió las trenzas en el sombrero, montó su caballo y se unió a la bola de revolucionarios. Para que así, en enero de 1911, Valentina, o mejor dicho, Juan Ramírez, estuviera formalmente integrado al movimiento revolucionario. Fue una figura pionera que se atrevió a desafiar el statu quo y romper con los roles convencionales que se esperaba que desempeñaran las mujeres durante su época. Valentina rápidamente demostró ser una soldado habilidosa e intrépida. Luchó en varias batallas, incluida la Batalla de Tierra Blanca.

## Toma de Culiacán
Valentina tuvo que practicar los movimientos masculinos que hacían sus hermanos al sentarse, saludar, montar a caballo y, por supuesto, al hablar. Todo esto para no levantar ninguna sospecha antes de comenzar sus entrenamientos. Ya entrada en la lucha, y tras estar frente al campo de batalla en menos de un año, alcanzó el grado de teniente.
Vestida de hombre y llevando consigo una carabina 30-30, cartucheras en el pecho y un sombrero de palma con una cinta tricolor que ocultaba sus trenzas, se lanzó al combate en el puente Cañedo. La acción en Culiacán le valió el grado de teniente por Ramón F. Iturbe. Esta era una mujer de personalidad fuerte, así que sus compañeros no se metían con Juan ni lo cuestionaban, en especial después de que fue nombrado teniente, como resultado de la victoria durante un combate en el puente Pumarejo, en Culiacán, que terminó con la destitución del gobernador Diego Redo.
Su vida inspiró la canción popular La Valentina, cantada por las tropas villistas. La salsa Valentina, posee una historia sobre cómo Manuel Maciel Méndez, su fundador, honró la lucha de una mujer revolucionaria para llamar así la salsa que creaba, y ahora es tan popular.
Su historia de guerrillera, termina cuando un compañero descubre sus trenzas y la lleva con el general; quien la felicita por su valentía pero inmediatamente la da de baja pues no admitía mujeres en sus filas. Aunque es la teoría más popular, existen diferentes versiones de como fue descubierta. Por ejemplo, algunas fuentes mencionan que un doctor la delató luego de haberla atendido por sus heridas.

## Vida posterior
Sirvió en las filas carrancistas de Ramón F. Iturbe. Valentina regresó a su ciudad natal, donde, según los informes, fue rechazada por sus hermanos y otros miembros de la familia, que consideraron que sus acciones violaban los roles tradicionales de género. Estaban particularmente enojados por el hecho de que ella no estuvo presente en el momento de la muerte de su madre. Como resultado de este rechazo, abandonó su ciudad natal y finalmente se instaló en el estado de Sinaloa.
Perdió a su primer marido a causa de una enfermedad y se separó del segundo. Aunque trabajaba como maestra de escuela, se empobreció profundamente. Se mostró esperanzada luego de que el gobierno mexicano anunciara que todos los excombatientes tenían derecho a acceder a una pensión en agradecimiento por sus servicios. Valentina presentó su documentación, pero fue rechazada cuando los funcionarios argumentaron que se le debía negar dicha pensión porque se había presentado falsamente como hombre.
En 1969, la veterana de guerra fue atropellada en Navolato, y desafortunadamente, quedó lisiada de por vida, por lo que el Ayuntamiento de Culiacán, decidió apoyarla inscribiéndola en un asilo para ancianos. Sin embargo, Valentina usó su fuerza y determinación para lograr escapar, no soportaba la idea de vivir o morir como prisionera. En sus últimos años de vida, vivió pidiendo dinero en la plazuela y en el mercado de Navolato. Su casa sufrió varios incendios debido a que la mujer dejaba veladoras prendidas en su interior en nombre de la Virgen de Guadalupe. En una de estas ocasiones, los vecinos llegaron muy tarde, por lo que, fue así como murió, el 4 de abril de 1979, la valiente Valentina Ramírez. 
A pesar de sus importantes aportes a la causa de la revolución mexicana, convirtiéndose en la inspiración de varias canciones, leyendas y siendo conocida como la Leona de Norotal, Valentina fue enterrada en una fosa común, sola y olvidada.